# 線上內容提供者
（簡稱ICP），其业务范围为向用户提供互联网信息服务和增值业务，主要提供有智慧財產權的數位內容產品與娛樂，包括期刊、雜誌、新聞、CD、On-line Game等。
線上內容提供者模式的收益包括廣告收入、下載收入、訂閱收入、仲介佣金收入等。但ICP目前受到由用户生成内容的Web 2.0的強大威脅。
在大部分的国家和地区，ICP不需要进行任何额外的操作或授权即可合法的发布或经营其自己的网站，当增加或删除其网站的服务项目的同时，不需要进行额外的声明。但是在某些国家和地区，例如中国大陆，则需要向工信部和其他有关的政府部门申请ICP备案；涉及经营的，可能需要向工信部申请ICP经营许可证、电信增值服务许可证和其他明确规定的许可证。

## 中国大陆的ICP管理制度
在中国大陆，根据中国政府公布的若干法律法规和行政条令，例如《互联网信息服务管理办法》，明确规定了在中国大陆提供架设网站向政府部门申请非经营性网站备案（简称ICP备案，适用于非营利性网站）或《增值电信业务经营许可证》（简称经营许可证，适用于盈利性网站），违例者将被视为非法，可能面临罚款甚至被强制关停（俗称“拔网线”）。一般情况下，受理ICP备案和经营许可证申请的政府部门是中华人民共和国工业和信息化部在各地的授权分支机构。
个人和法人单位都可以申请ICP备案，但若要申请经营许可证，申请主体必须是企事业单位且注册资本不少于1,000万人民币。

### 无法备案的应对方法
某些没有申请ICP备案资质的服务商可能会选择租用位于除中国大陆以外地区的云服务器，或直接将服务器架设于境外的托管机房。经过如此操作虽然可能免于备案但因为国际互联网不稳定因素，使用境外服务器可能使其网站出现访问不稳定等其他无法预知的状况，且無備案可能導致中国大陆境内搜索引擎收錄問題。